# 항공모함 타격단
항공모함 타격단(航空母艦打擊團, 영어: carrier strike group, CSG) 또는 항모전단(航母戰團)은 미국 해군의 항공모함을 중심으로 한 부대 편제 단위이다. 해군 소장이 사령관이며, 7,500명의 해군, 초대형항공모함 1척, 65대의 함재기, 이지스 순양함 2척, 이지스 구축함 또는 호위함 3척, 공격형 핵잠수함(SSN) 2척, 보급함으로 구성된다. 10개의 항모타격단이 있다. 해당 지역의 항모타격단 사령관인 해군 소장은, 해군 중장인 지역 함대 사령관에 보고한다.

## 임무
- 전략적, 작전적, 전술적인 광범위한 해역에 대한 주야 전천후의 군사력 투사
- 제해권 장악과 유지
- 미군과 다국적군의 지휘통제
- 제공권 장악과 유지
- 인근 광범위한 지역의 정찰, 정보수집
- 군함, 상선의 보호
- 상륙작전시 미국 해병대 원정 타격단의 보호
- 대민지원, 재난구조
- 인근 광범위한 지역의 전구탄도미사일 방어(Theater ballistic missile defense, TBMD)
- 평화유지군 작전 지원. 무력시위, 동맹군과 합동작전, 평시 평화유지 작전 등을 통한 미국 외부무의 외교 지원

## 편제

### 구성요소
- 초대형 항공모함 1척: 니미츠급 항공모함, 제럴드 R. 포드급 항공모함
- 이지스 순양함 최소 1척: 타이콘데로가급 이지스 순양함
- 이지스 구축함 또는 호위함 최소 2척: 알레이 버크급 이지스 구축함
- 공격형 핵잠수함 2척: 로스앤젤레스급 잠수함, 시울프급 잠수함, 버지니아급 잠수함
- 보급함

### 부대 목록
| #                  | 문장 | 항공모함                            | 항공모함항공단     | 구축함전대     | 모항                  | 참고 |
| ------------------ | ---- | ----------------------------------- | ------------------ | -------------- | --------------------- | ---- |
| 제1항공모함타격단  |      | USS 칼 빈슨 (CVN-70)                | 제2항공모함항공단  | 제1구축함전대  | 노스아일랜드 해군기지 |      |
| 제2항공모함타격단  |      | USS 조지 H.W. 부시 (CVN-77)         | 제8항공모함항공단  | 제22구축함전대 | 노퍽 해군기지         |      |
| 제3항공모함타격단  |      | USS 존 C. 스테니스 (CVN-74)         | 제9항공모함항공단  | 제21구축함전대 | 키챕 해군기지         |      |
| 제4항공모함타격단  |      | x                                   | x                  | x              | 노퍽 해군기지         |      |
| 제5항공모함타격단  |      | USS 로널드 레이건 (CVN-76)          | 제5항공모함항공단  | 제15구축함전대 | 요코스카 해군 시설    |      |
| 제6항공모함타격단  |      | x                                   | x                  | x              | x                     |      |
| 제7항공모함타격단  |      | x                                   | x                  | x              | x                     |      |
| 제8항공모함타격단  |      | USS 해리 S. 트루먼 (CVN-75)         | 제1항공모함항공단  | 제28구축함전대 | 노퍽 해군기지         |      |
| 제9항공모함타격단  |      | USS 시어도어 루즈벨트 (CVN-71)      | 제17항공모함항공단 | 제9구축함전대  | 샌디에이고 해군기지   |      |
| 제10항공모함타격단 |      | USS 드와이트 D. 아이젠하워 (CVN-69) | 제3항공모함항공단  | 제26구축함전대 | 노퍽 해군기지         |      |
| 제11항공모함타격단 |      | USS 니미츠 (CVN-68)                 | 제11항공모함항공단 | 제23구축함전대 | 에버렛 해군기지       |      |
| 제12항공모함타격단 |      | USS 에이브러햄 링컨 (CVN-72)        | 제7항공모함항공단  | 제2구축함전대  | 노퍽 해군기지         |      |
| 제14항공모함타격단 |      | x                                   | x                  | x              | x                     |      |
| 제15항공모함타격단 |      | x                                   | x                  | x              | 노스아일랜드 해군기지 |      |

## 같이 보기
- 원정 타격단
- 상륙준비단